# 江明娟
江明娟（1977年2月17日—），台灣台東縣卑南族人，2007年10月參加選秀節目《超級偶像》，歷時近八個月，2008年6月7日榮獲第一屆《超級偶像》殿軍。曾為友松傳播事業有限公司、金牌大風簽約藝人。江明娟初次在《超級偶像》參賽即以一曲《我可以為你擋死》獲得矚目。2010年4月28日出版首張專輯《無論如何都愛你》。2014年5月發行數位單曲《放了》。出道前曾經是桿弟。

## 比賽歷程
- 超級偶像第一屆第四名

### 超級偶像
| 比賽日期       | 演唱之曲目           | 原 唱 者               | 備註                           |
| -------------- | -------------------- | ---------------------- | ------------------------------ |
| 2007年9月？日  | 痛也不說出口的我     | 楊培安                 | 52強爭奪賽                     |
| 2007年10月27日 | 我可以為你擋死       | 潘美辰                 | 52取30淘汰賽(上)               |
| 2007年11月10日 | 你是愛我的           | 張惠妹                 | 36取28PK賽(上)                 |
| 2007年11月24日 | 我想有個家           | 潘美辰                 | 28取22強 「唱給我愛的人(上)」  |
| 2007年12月8日  | 殘缺的溫柔           | 葉璦菱                 | 22取18強 「經典女歌手之夜」    |
| 2007年12月15日 | 我的心裡只有你沒有他 | 黃小琥                 | 18取16強 「舞台魅力之夜」      |
| 2007年12月22日 | 星星知我心           | 蔡幸娟                 | 16取15強 「電視經典主題曲」    |
| 2007年12月29日 | 浪人情歌             | 伍佰                   | 15取14強 「經典情歌淘汰賽」    |
| 2008年1月5日   | 聽說愛情回來過       | 蔡依林 (原唱者:林憶蓮) | 14取13強 「Ｋ歌自選曲淘汰賽」  |
| 2008年1月12日  | 留不住的故事         | 黃鶯鶯                 | 13取12強「評審指定曲」         |
| 2008年1月19日  | 你是我的花朵         | 伍佰                   | 13取12強「快樂歌曲挑戰賽」     |
| 2008年1月26日  | 你走的那一天我沒有哭 | 潘美辰                 | 12取11強「我的偶像自選曲」     |
| 2008年2月9日   | 999朵玫瑰            | 邰正宵                 | 春節特別節目「唱將高峰會」     |
| 2008年2月16日  | 被遺忘的時光         | 蔡琴                   | 13取12強「選秀歌曲超越賽」     |
| 2008年2月23日  | 披著羊皮的狼         | 刀狼                   | 12取11強「12強捉對PK淘汰賽」   |
| 2008年3月1日   | 愛最大               | 阿妹妹                 | 11取10強「舞台魅力考驗賽」     |
| 2008年3月8日   | 再見我的愛人         | 鄧麗君                 | 10取5強「十強汰五高壓賽」      |
| 2008年3月22日  | 煞到你               | 伍佰                   | 10取9強「十強對決PK賽(上)」    |
| 2008年3月29日  | 女爵                 | 楊乃文                 | 10取9強「十強對決PK賽(下)」    |
| 2008年4月5日   | 我可以為你擋死       | 潘美辰                 | 9取8強「9強高手踢館賽」        |
| 2008年4月12日  | 逝去的愛             | 歐陽菲菲               | 八搶七復仇踢館賽               |
| 2008年4月19日  | 難得有情人. 女人花   | 關淑怡.梅艷芳          | 七搶六驗收淘汰賽               |
| 2008年4月26日  | 愛人.愛情限時批      | 比莉.伍佰/萬芳         | 六強決定賽                     |
| 2008年5月3日   | 我曾用心愛著你       | 潘美辰                 | 六強高手踢館賽                 |
| 2008年5月10日  | 愛要怎麼說出口       | 趙傳                   | 第六名決定賽                   |
| 2008年5月17日  | 他不愛我.流星下的願  | 莫文蔚.張學友/許慧欣   | 冠軍積分賽1                    |
| 2008年5月24日  | 不只是朋友.失戀萬歲  | 黃小琥.蘇慧倫/莫文蔚   | 冠軍積分賽2                    |
| 2008年5月31日  | 到不了.濃妝搖滾      | 康康.藍心湄            | 冠軍積分賽3                    |
| 2008年6月7日   | 沙灘                 | 陶喆                   | 總冠軍賽                       |
| 2008年6月7日   | 狐狸精               | 羅志祥                 | 總冠軍賽                       |
| 2008年6月7日   | 愛請問怎麼走         | A-Lin                  | 總冠軍賽最後以87.171獲得第四名 |
| 2008年6月14日  | 我可以為你擋死       | 潘美辰                 | 謝師宴                         |
| 2008年6月21日  | Creep                | Radiohead              | 獎金會外賽                     |

## 專輯
| 發行日期       | 專輯                | 曲目 | 發行公司 |
| 2008年10月10日 | 美夢成真 首唱經典EP | 曲目 1. 美夢成真(大合唱) 2. Super Idol(組曲) | 金牌大風 |
| 2010年4月28日  | 無論如何都愛你      | 曲目 1. 單細胞 （電視劇《就想賴著妳》插曲） 2. 無論如何都愛你 (專輯同名主打) 3. 親愛的你怎麼不在身邊 (原唱：江美琪) 4. 海是你 (人生情歌手 最具渲染力的痛情歌) （電視劇《我和我的兄弟·恩》片尾曲） 5. 為你我受冷風吹 (原唱：林憶蓮) 6. 如果沒有你 (原唱：莫文蔚) 7. 做自己 8. 許願樹 9. 家在心裡面 10. 祝我幸福 (原唱：楊乃文) | 金牌大風 |
| 2014年5月16日  | 放了                | 曲目 1. 放了 |          |

## 演唱會
- 2008年10月9日～同年11月15日超偶美夢成真巡迴演唱會

- 海洋之歌
- 我可以為你擋死
- 沙灘
- 如果沒有你
- 我的心裡只有你沒有他
- 我該得到
- 浪人情歌
- CREEP
- SLAP THAT NAUGHTY BODY

- 2009年6月12日THE WALL 江明娟唱遊演唱會

- 十分鐘的戀愛
- 沒時間
- 牽手
- 她來聽我的演唱會
- 藝界人生
- 想太多(小護士霈文+江明娟)
- 可愛的玫瑰花
- 你是我的花朵
- 組曲(小姐免驚+ 對面的女孩看過來 + 舞孃 + 離開地球表面)
- 火柴天堂
- 擁抱(自彈自唱)
- 同手同腳
- Can't Take My Eyes Off You
- 讓我照顧你(張芸京+江明娟)
- 鼓聲若響
- 三天三夜(王雅婷+江明娟)
- 我想有個家
- 悔
- 愛情釀的酒
- 愛你一萬年

- 2010年1月1日西門河岸留言 江明娟FIRST LIVE演唱會

- First Day
- 向前走
- 組曲(失戀陣線聯盟+青蘋果樂園+OREA+不是每個戀曲都有美好回憶)
- 找自己
- 彩虹
- 我愛你
- 你怎麼說
- 一個像夏天一個像秋天
- 我懷念的
- 我叫江明娟(改編自：我叫小瀋陽)
- 狐狸精
- 組曲(Kung Fu Fighting+刀馬旦+忍者+練舞功+雙節棍)
- 出賣
- 愛情轉移
- 香水有毒
- Super Star
- 愛無赦
- 心愛的再會啦(自彈自唱)
- 無底洞
- 戀愛ing
- 單細胞
- 吻別

- 2011年4月12日江明娟brown sugar黑糖餐廳 小型現場演唱會

- 頭髮亂了
- 指望
- 重來
- Can't take my eyes off you
- 他不愛我
- 香水有毒
- 單細胞
- 你是我的花朵
- 我的心裡只有你沒有他
- 沙灘
- 披著羊皮的狼
- 祝我幸福
- 濃妝搖滾
- 逝去的愛
- You Haven't Seen The Last Of Me
- 熱情的沙漠
- 海是你(安可曲)

- 2011年7月12日江明娟brown sugar黑糖餐廳 小型現場演唱會

- 管他什麼音樂
- 紅鞋女孩
- 以前以後
- 出界
- 秘密
- 跟你借的幸福
- 南王系之歌(江爸+江明娟)
- 無論如何都愛你
- 生日快樂歌(現場即興)
- 一樣的月光
- 親密愛人(江明娟+現場觀眾)
- 對愛渴望
- What’s up(江明娟+現場觀眾)
- 城裡的月光(現場點歌  江明娟+現場觀眾)
- 錯的人
- 超級偶像(江明娟+翁詩耀+榮忠豪)
- 沒那麼簡單(現場點歌  江明娟+現場觀眾)
- 組曲(青蘋果樂園+不是每個戀曲都有美好回憶)

- 2011年7月23日【LA Vita 樂生活】江明娟、段旭明小型售票演唱會

- 單細胞
- 無論如何都愛你
- 指望
- 出界
- 南王系之歌
- 錯的人
- 許願樹
- 海是你
- 跟著感覺走(與朱俐靜合唱)

- 2011年10月27日【LA Vita 樂生活】江明娟小型現場演唱會

- 睜一隻眼閉一隻眼
- 火
- 忽然之間
- 為你我受冷風吹
- 許願樹(正確版)
- 我要我們在一起
- 七情六慾
- 腳踏車(台語).
- 單細胞
- OAOA
- 十年
- 雨天
- 彩虹(阿密特)
- 小情歌
- 夢一場
- 舞女(安可曲)
- 無論如何都愛你

- 2011年11月8日江明娟brown sugar黑糖餐廳 小型現場演唱會

- 瀟灑小姐
- 女爵
- 戀上另一個人
- 腳踏車
- 康定情歌
- 我很醜可是我很溫柔
- 愛人
- 海是你
- 冷水澡
- 給我一個理由忘記
- 誰讓我流淚
- 葉子
- 一百萬
- 彩虹
- 無論如何都愛你
- 舞女
- 開門見山

- 2012年6月9日【LA Vita 樂生活】江明娟小型現場演唱會

- 新鴛鴦蝴蝶夢
- 海是你
- 許願樹
- 小薇(歌迷互動)
- 我很忙
- 單細胞
- 動不動就說愛我
- 伴
- 勢在必行
- 熱情的沙漠(江明娟VS.楊蒨蒔)
- 愛你一萬年(安可曲)

- 2012年7月21日【海邊的卡夫卡】江明娟『唱玩台灣』音樂分享會

- 最近比較煩
- 郊遊交很久
- 謝謝你
- 放了
- 大海
- 外婆的澎湖灣
- 單細胞
- 你在煩惱什麼
- 還是會
- 學不會
- 綠島小夜曲
- 喘息
- 永遠是原住民
- 江明娟自創曲
- 海洋
- 只怕想家

- 2012年10月18日A*Bar小型現場演唱會

- 想你·醒在0:03
- 還是會
- 愛久見人心
- 單細胞
- 海是你
- 冷水澡
- 那個男人
- 懸崖
- 鬼迷心竅
- 我心已打烊

- 2012年10月30日A*Bar小型現場演唱會

- 你那麼愛他
- 征服
- 猜心
- 鬼迷心竅
- 愛的初體驗
- 那個男人
- 愛如潮水
- 舞女
- 親密愛人
- 你快樂所以我快樂

- 2012年11月14日A*Bar小型現場演唱會

- 管他什麼音樂
- 被動
- 許願樹
- 女爵
- 夢中作憨人
- 勢在必行
- 夢一場
- 夢醒時分
- 無言花

- 2012年11月28日A*Bar小型現場演唱會

- 你快樂所以我快樂
- 誰想輕輕偷走我的吻
- 我真的受傷了
- 征服
- 找自己
- 愛的初體驗
- 夜夜夜夜
- 沒那麼簡單
- 我相信
- 我想有個家
- 桃太郎(日語)

- 2012年12月2日江明娟河岸留言-小河岸裡說故事

- 我可以為你擋死
- 我是一隻小小鳥
- 遲到
- 好朋友只是朋友
- 好眼淚壞眼淚
- 天后
- 孤女的願望
- 小薇
- 我陪你
- 不要說話
- 浪人情歌
- 我的歌聲裡
- 花心
- 超級白
- 掌聲響起
- 明天也要作伴
- 衝動的懲罰

- 2012年12月11日A*Bar小型現場演唱會

- 你快樂所以我快樂
- 我的歌聲裡
- 愛如潮水
- 勢在必行
- 我相信
- 征服
- 親密愛人
- 舞女
- 天后
- 管他什麼音樂

- 2012年12月22日 LAVita樂生活音樂餐廳小型現場演唱會

- 無論如何都愛你
- 掉了
- 再會吧心上人
- 終結孤單
- 雨天
- 童話
- 想要跟你飛
- 自由
- 練舞功
- 真實
- 你快不快樂
- 阿飛與小蝴蝶
- 追追追
- 好膽你就來
- 星星堆滿天
- 死心眼

- 2013年1月2日運動霸音樂主題餐廳

- 管他什麼音樂
- 你快樂所以我快樂
- 我的歌聲裡
- 我要快樂
- 阿飛的小蝴蝶
- 愛如潮水
- 末班車
- 星星堆滿天

- 2013年1月10日A*Bar小型現場演唱

- 淘汰
- 濃妝搖滾
- 靜止

......等等
- 2013年1月24日A*Bar小型現場演唱

- 天后
- 再會吧我的心上人
- 征服
- 掉了
- 當我開始偷偷的想你
- 不快樂
- 愛情釀的酒
- 冷水澡
- 第一天
- 好膽你就来

- 2013年2月7日A*Bar小型現場演唱

- 酒醉的探戈
- 新不了情
- 男人KTV
- 小姐免驚
- 練舞功
- 天地
- 沒離開過
- 我不知我愛你
- 無樂不作

- 2013年2月22日Amigo Live House演唱

- 夜夜夜夜
- 十年
- 沒離開過
- 你快樂所以我快樂
- 我的歌聲裡
- 再會吧我的心上人
- 那個男人
- 天后

- 2013年2月28日A*Bar現場演唱

- 心裡有針
- 我愛的人
- 秋意濃
- 牛仔很忙

.......

## 公益活動
- 2008年：
- 07月17日 超偶五強繪製卡卡，網路義賣捐助花蓮富源少棒隊
- 10月4日 超偶十強關懷家扶中心
- 10月7日 超偶張芸京、江明娟關懷善牧學員 致贈演唱會門票 分享圓夢過程，並於網路義賣善牧簽名手環.
- 12月20日 高雄反毒公益活動 超偶擔任反毒大使  反毒公益晚會明娟演唱：「彩虹」「無樂不作」「美夢成真」
- 2009年：
  - 02月6日 台灣優質生命協會中和關懷原住民晚會 演唱：「我可以為你擋死」「狠角色」
  - 02月7日 台灣優質生命協會中和關懷原住民晚會 演唱：「失戀無罪」「熱情的沙漠」
  - 02月28日 台灣優質生命協會愛在新店公益演出 演唱：「痛也不說出口的我」「酒醉的探戈」
  - 03月1日 台灣優質生命協會愛在新店公益演出  演唱：「最浪漫的事」「大女人」
  - 04月26日 貓空點燈祈福公益晚會  演唱：「壞人」「出賣」
  - 05月3日 台灣自行車日公益活動
  - 07月25日 國泰文教基金會《夏日星光 超偶演唱會》演唱：「無樂不作」「愛我的請舉手」
  - 08月14日 三立都會台「想要有個家──88水災募款行動」接募款電話並演唱「我想有個家」勸募.
  - 08月30日 花蓮小巨蛋  台灣有情·花蓮有愛『愛心接力義演晚會』 超偶師生合唱：「感恩的心」「祈禱」
- 2010年：
  - 04月3日 《愛在四月天 祝福一整年》音樂公益活動 合唱：「住進你心窩」「不住感謝不停讚美」「耶穌愛你」
  - 05月8日  鄧麗君金曲慈善演唱會"但願人長久" 演唱：「你在我心中」
  - 05月10日~20日  2010紅心字會『星光獻愛 守護貧童』江明娟盖手模献爱心義賣活動
  - 06月7日~26日  2010紅心字會『星光獻愛 守護貧童』江明娟盖手模献爱心義賣活動
  - 10月28日 show in love 校園慈善演唱會-中華大學場
  - 11月14日 高雄三民家商珍愛土地關懷久久愛心園遊會 演唱：「單細胞」「海是你」「如果沒有你」「家在心裡面」
- 2011年：
  - 03月17日 台視 送愛到日本311震災募款晚會
  - 03月18日 華視 《相信希望fight&smile》募款晚會
  - 04月27日 代言南投縣政府與肝病防治基金會舉辦 之「救救肝苦人」原鄉保肝篩檢活動  清唱：「家在心裡面」
  - 05月30日 「好事百大人氣藝人彩繪塗鴉簽名版」義賣
  - 08月13日  公益100 肯納夏日音樂會
  - 09月24日  萬人愛擁抱公益嘉年華   演唱「單细胞」
  - 12月4日  2011以愛點亮新北市  聖誕慈善嘉年華  演唱：家在心裡面、無論如何都愛你
- 2012年：
  - 04月15日  「愛在四月天 好康一整年」音樂公益活動 合唱：：「藝起發光」「祂是萬王之王組曲」「不住感謝不停讚美」「祢信實何廣大」
  - 06月17日  財政部101年統一發票盃路跑活動(宜蘭場)  演唱： 「單細胞」「海是你」
  - 06月29日  創世基金會「The Moment感動慈善餐會」  演唱： 「單細胞」「如果沒有你」「家在心裡面」

## 戲劇
| 年份   | 頻道       | 劇名           | 角色     | 備註 |
| 2009年 | 中視、八大 | 桃花小妹       | 客串演出 |      |
| 2011年 | 民視、八大 | 我可能不會愛你 | 客串演出 |      |

## 廣告
- 2008年7月 參與胡彥斌新專輯CF

## 獎項
- 入圍2010年"第16屆新加坡金曲獎"優秀新人獎
- 2010年12月19日 榮獲香港TVB8金曲榜最佳新人獎銀獎
- 榮獲香港2010 ℃hiη TV Asia華語榜 最高人氣新人 女歌手
- 2011年5月13日《無論如何都愛你》mv，入圍第22屆金曲獎最佳音樂錄影帶

## 附註
- 註1：《我的夢想‧超級偶像》首屆10強全紀錄‧江明娟的故事 （页面存档备份，存于）

## 外部連結
- 江明娟無名部落格
- 江明娟的新浪博客
- 江明娟的新浪微博
- 江明娟的Facebook專頁
- 江明娟的Instagram帳戶
- 江明娟的Facebook專頁

| 前任： 無 | 超級偶像第四名 2007年10月27日-2009年6月21日 | 繼任： 謝俊奇 |